# Старлинг, Анджела Бизли
Анджела Бизли Старлинг (англ. Angela Beesley Starling; род. 3 августа 1977, Норидж, Великобритания; до 2008 года известна как Анджела Бизли) — британская интернет-предпринимательница. Основательница (наряду с Джимбо), вице-президент по связям с сообществом, а также стюард проекта «Викия». С июня 2004 по июль 2006 года входила в совет попечителей, с 2006 — в комитет по коммуникациям (ComCom) Фонда Викимедиа. Также она возглавляет консультативное правление Фонда.

## Личная жизнь
Замужем за программистом Тимом Старлингом, автором логического расширения для движка MediaWiki, к которому переехала в 2005 году на постоянное жительство в Австралию, на Центральное побережье штата Новый Южный Уэльс, недалеко от Сиднея. Дочери Эвелин, Хейзел и Лидия.